# Biodiversitet
Biodiversitet eller biologisk diversitet er en neologisme, som er lavet ud fra græsk bios = "liv" + latin diversus = "forskelligartet". Det vil sige: variationen i den levende natur. Diversitet rummer i sig en række forskellige niveauer som f.eks. gener, arter, økosystemer. Det er dog ikke så enkelt at definere biodiversitet eller mål for biodiversitet.
Udtrykket har opnået udbredt anvendelse blandt biologer, miljøfolk, politikere og interesserede borgere over hele verden efter 1986. Det er faldet sammen med den øgede bekymring i løbet af de sidste årtier af det 20. århundrede over, at arter uddør.
Danmark er i dag hjemsted for omkring 30.000 arter af planter og dyr, hvoraf 4.439 arter er truede iflg. Den danske rødliste 2019, og kan ende med at forsvinde fra landet.
Biodiversiteten er under global ændring med mange truede dyre- og plantearter. En FN-rapport fra 2019 konstaterer at op til en million arter trues af udryddelse og at aldrig før i menneskehedens
historie er klodens dyre- og plantearter udryddet så hurtigt, som det sker nu.

## Afgrænsning

### Ordets oprindelse
Udtrykket biologisk diversitet blev opfundet af biologen Thomas Lovejoy i 1980, mens ordets korte form, biodiversitet, blev skabt af entomologen Edward Osborne Wilson i 1986. Ordet biodiversitet blev foreslået ham af folk udefra, så man kunne få en erstatning for biologisk diversitet, som man anså for at være mindre slagkraftigt med hensyn til kommunikation.

### Biodiversitet på tre niveauer
Biologisk diversitet har ikke nogen enkelt definition. Én udlægning mener, at biologisk diversitet er et "mål for den relative mangfoldighed blandt de organismer, der findes i forskellige økosystemer". "Diversitet" i denne betydning omfatter diversitet indenfor arterne, mellem arterne og en sammenligning af diversitet mellem økosystemer.
En anden, mere enkel og klar definition, som ganske vist også er mere provokerende, lyder: "helheden af gener, arter og økosystemer i en region". Det er en fordel ved denne definition, at den inddrager næsten alle de områder, hvor ordet kan bruges, og at den giver et muligt helhedssyn på de tre traditionelle niveauer, som biodiversitet har været brugt på:
- genetisk diversitet – diversitet i en arts gener. Der er en genetisk variation mellem populationer og individer af den samme art
- artsdiversitet – diversitet mellem arter
- økosystem diversitet – diversitet på et højere organisationsplan, økosystemet

Hvis genet er den grundlæggende enhed i den naturlige udvælgelse, og det vil også sige: for evolutionen, så er der nogle som f.eks. E.O. Wilson, der siger, at ægte biodiversitet er = den genetiske diversitet. Artsdiversitet er dog den letteste at undersøge.

### Biodiversitet og videnskabelig undersøgelse
- For genetikere er biodiversitet genernes og organismernes diversitet. De undersøger processer som mutationer, genbytte og genomers foranderlighed i den skikkelse, de har på DNA-niveau, hvor de skaber evolution.

- For biologer ligger biodiversitet i den variation, der findes blandt populationer af organismer og arter, men også i måden som disse organismer virker på. Organismer dukker op og forsvinder; levesteder bliver koloniseret af samme art eller af andre. Nogle arter organiserer sig socialt for at forbedre mulighederne for at formere sig, eller de bruger naboarter, som allerede lever i samfund. Organismer bruger ikke altid de samme formeringsstrategier, for det afhænger af miljøet.

- For økologer er biodiversitet også forskelligartetheden inden for de vedvarende påvirkninger mellem arter. Det handler nemlig ikke blot om arter, men også om miljøet og den økoregion, som organismerne lever i. I hvert økosystem er de levende organismer dele af en større helhed, de påvirker hinanden, men også luften, vandet og jordbunden omkring sig.

Tabellen her viser tilstanden i Danmark pr. december 2000. Den er samtidig et eksempel på en diversitetsopgørelse, der arbejder både med artsdiversitet og biotopdiversitet. Af tabellen kan man se, at det er naturskov og overdrev, man skal prioritere, hvis man vil have "mest muligt miljø for pengene". Konvertering af monokultur som græsplæner kan også give en stor stigning i målt biodiversitet, som bl.a foreningen Vild Med Vilje diskuterer.

## Livets sammensathed
Vurderinger af den globale diversitet varierer mellem 2 og 100 millioner arter, men med det bedste gæt ligger tallet et sted i nærheden af 10 millioner.
Nye arter bliver registreret hver dag (i gennemsnit ca. 3 nye arter af fugle hvert år), men mange er ikke blevet klassificeret, selv om de allerede er opdaget (f.eks. viser en vurdering, at ca. 40% af alle ferskvandsfisk i Sydamerika ikke er klassificeret endnu). Den største diversitet findes i de tropiske skove.

## Hvilken betydning har biodiversitet?
Biodiversitet har bidraget til menneskelige kulturer på mange måder, og omvendt har samfundene spillet en afgørende rolle for skabelsen af diversitet i naturen på genetisk, artsmæssigt, og økologisk niveau.
Diversitet er for alle mennesker først og fremmest en ressource i hverdagen. Den skaffer mad (afgrøder, husdyr, vilde frugter og fisk), fibre til tøj, træ til ly og varme samt medicin og brændstof. Sådan en 'udbyttediversitet' kaldes også for agrobiodiversitet.
Økosystemer skaffer os også forskellige grundlag for produktion (jordbundens bonitet, bestøvere, rovdyr, nedbrydere...) og goder som rensning af luft og vand, stabilisering og dæmpning af klimaet, begrænsning af oversvømmelser, tørke og andre miljøkatastrofer.
Ligesom de biologiske ressourcer er en del af samfundets økologiske interessefelt, sådan er deres økonomiske værdi også stigende. Bioteknologien udvikler nye produkter, og nye markeder bliver åbnet. Biodiversiteten er et område med aktivitet og indtjening for samfundet, men det kræver den rette styringsmetode at udnytte disse ressourcer.
Endelig har biodiversitet den rolle at være et spejl for vores forhold til andre levende arter, en etisk synsvinkel som indebærer rettigheder, pligter og opdragelse.

## Bedømmelse af biodiversitet

### Hvordan måler man biodiversitet?
Hvis man accepterer definitionen ovenfor, er det ikke muligt at måle biodiversitet på en enkelt, objektiv måde, men kun ved metoder, der drejer sig om bestemte formål eller anvendelser. Derfor må den, der beskæftiger sig med naturbevaring, sætte tal på værdier, som bliver prioriteret af de berørte mennesker.
En mere bred og økonomisk forsvarlig rettesnor får man ved at måle forhold, som sikrer fortsat mulighed for miljømæssig bæredygtighed. Biologer har argumenteret for, at det indebærer målinger, som sikrer genetisk variation. Da man ikke altid kan forudse, hvilke gener der viser sig at være de mest nyttige, er det bedste at sikre de flest mulige geners beståen. Økologer betragter dog ofte gentællinger som en utilstrækkelig og alt for snæver metode.
Den danske rødliste er en oversigt over plante- og dyrearter i Danmark, som er sjældne og i fare for at forsvinde eller som allerede er forsvundet.

### Biodiversitet i rum og tid
Biodiversitet er ikke statisk: den er et system i stadig udvikling både fra artens og det enkelte individs synspunkt. Den gennemsnitlige levetid for en art er ca. 2 millioner år, og 99% af de arter, som nogensinde har levet, er uddøde i dag, jf. masseuddøen.
Biodiversiteten er ikke jævnt fordelt på Jorden. Den er altid højest i troperne, og jo nærmere man kommer polerne, jo større bliver populationerne, men jo lavere bliver artsantallet. Biosfærens flora og fauna ændres i forhold til klima, højde og de øvrige arter. Se i øvrigt økoregioner og biomer, hvor forskellighederne er brugt som grundlag for opdelingen. Se også WikiProject Ecoregions (engelsksproget og meget foreløbigt).

### Artsfortegnelse
Systematikken håndterer biodiversitet ved simpelthen at opliste arterne. Man har beskrevet mindst 1,75 millioner arter, men vurderinger af det sande antal levende arter svinger mellem 3,6 og 100 millioner. Nogle mener dog, at den simple viden om arter, slægter og familier er utilstrækkelig og må suppleres med en større forståelse for funktioner, samspil og samfund. Desuden bør man tage højde for, at udveksling af gener mellem arterne let kan gøre oversigten mere indviklet.

### Biodiversitet-hotspot
Man kan definere et hotspot i biodiversitet som et sted, hvor der er mange endemiske arter. Hotspots forekommer ofte på steder, hvor menneskets påvirkning er voksende, og de fleste af dem findes i troperne. I Europa kan man besøge sådan et sted i den østlige ende af Pyrenæerne ved den catalanske enklave Llibia. Ligeledes findes hotspots i Kaukasus og i Sichuan-provinsen i Kina.
Blandt de tropiske hotspots kan man nævne:
- Brasilien hævdes at rumme 1/5 af verdens biodiversitet, med 50.000 plantearter, 5.000 hvirveldyr, 10-15 millioner insekter, og andre millioner af mikroorganismer osv.
- Indien har på samme måde 1/12 af de kendte arter med 47.000 plantearter og 81.000 dyrearter.

## Den økonomiske værdi af biodiversitet
Økologer og miljøfolk var de første til at påpege de økonomiske sider af diversitetsbeskyttelsen. Edward Osborne Wilson skrev således i 1992, at
"la biodiversité est l'une des plus grandes richesses de la planète, et pourtant la moins reconnue comme telle" (biodiversiteten er én af planetens største rigdomme og dog den, som er mindst anerkendt som sådan) .
De fleste betragter biodiversitet som en pulje, hvorfra man kan hente stof til fremstilling af fødevarer, medicin og kosmetik. Når nogle opfatter udnyttelsen af biologiske ressourcer på den måde, forklarer det sandsynligvis andres frygt for, at ressourcerne skal forsvinde ved en erodering af biodiversiteten. Det er samtidig arnestedet for nye konflikter, der drejer sig om regler for deling og monopolisering af naturressourcer.
Det er en nødvendig forudsætning for enhver diskussion om fordelingen af biodiversitetsrigdomme, at man begynder med en vurdering af diversitetens værdi. Den kan inddeles sådan:
- Udnyttelse
  - Direkte brugsværdi gennem turisme, udnyttelsen af nye farmaceutiske stoffer osv.
  - Indirekte brugsværdi som f.eks. bestøvning af planter og andre af "biodiversitetens tjenesteydelser".
- Ikke-udnyttelse eller herlighedsværdi.

## Er biodiversiteten truet?
Der er konstateret en nedbrydning af biodiversitet i løbet af de seneste 20-30 år. De fleste biologer opfatter det sådan, at en masseudslettelse er undervejs. De er ganske vist uenige om antallet, men mange forskere tror, at tabsraten er større nu end nogensinde før i historien. I 2015 mener man, at vi står midt i den sjette store massedød og at den er forårsaget af menneskelige aktiviteter.
Nogle undersøgelser viser, at ca. 1/8 af de kendte plantearter er truet af udryddelse. Hvert år forsvinder mellem 17.000 og 100.000 arter fra vores planet[kilde mangler]. Nogle siger endog, at op mod 1/5 af alle levende arter risikerer at forsvinde i løbet af 30 år. Næsten alle siger, at tabene skyldes menneskelige aktiviteter, specielt ødelæggelsen af planters og dyrs habitater.[kilde mangler]
I Danmark kan man danne sig et vist begreb om diversitetens udvikling ved at undersøge de bevarede pollenlag i vore moser. Tallene er behæftet med den usikkerhed, at det mest er de vindbestøvede planters pollen, man kan finde, men til gengæld er dette forhold gældende hele vejen op gennem historien.

Ved hjælp af denne metode kan det sandsynliggøres[kilde mangler],
1. at skovrydningen blev indledt for ca. 6.000 år siden
2. at nye naturtyper som højmose, bøgeskov, hede, eng og overdrev er opstået som et resultat af dyrkningen
3. at diversiteten både for biotoper og arter var størst i 1930'erne
4. at biotoperne efterhånden blev opbrudt og isoleret fra hinanden
5. at den alvorlige tilbagegang i småbiotopernes antal og udstrækning foregik mellem 1950 og 1980
6. og at det industrialiserede landbrug påvirker arealer langt uden for de dyrkede marker

Disse opgørelser er dog meget problematiske, og visse forskere slår koldt vand i blodet og gør opmærksom på, at målemetoderne er meget forskellige, og at resultaterne ofte opstår ved, at man sammenstiller tal, som stammer fra vidt forskellige typer undersøgelser. Blandt tvivlerne er der dem, der argumenterer for, at der ikke er tilstrækkelige mængder data til at begrunde synspunktet om masseudryddelse, og de mener, at der bliver lavet overdrevne ekstrapoleringer om global ødelæggelse af regnskove, koralrev, mangrover, og andre rige habitater.[kilde mangler]
Nogle begrunder denne situation ikke så meget ved overforbrug af arterne eller nedslidning af økosystemerne, men snarere ved at de bliver omdannet til meget standardiserede økosystemer (f.eks. monokultur efter skovrydning). Før 1992 pegede nogle på, at både uafklaret ejendomsret og fraværet af en regulering af adgangen til ressourcerne nødvendigvis fører til nedslidning af dem (hvorved omkostningerne må bæres af samfundet).

## Regulering af biodiversitet: bevaring, hensyntagen og beskyttelse
Bevarelse af biologisk diversitet er blevet et globalt mål. Selv om ikke alle er enige om omfanget og betydningen af den nuværende udslettelse, betragter de fleste biodiversitet som væsentlig.
Der er grundlæggende to slags bevaringsmuligheder: in-situ og ex-situ, altså henholdsvis bevaring på levestedet og bevaring uden for levestedet. In-situ betragtes sædvanligvis som den ultimative bevaringsstrategi, men den er somme tider umulig at iværksætte. Ødelæggelse af habitaten for sjældne eller truede arter kræver f.eks. ofte ex-situ indsatser. Desuden kan ex-situ bevaring skabe en reserveløsning for in-situ projekter. Nogle mener, at begge fremgangsmåder er nødvendige for at sikre ordentlig bevaring af biodiversitet.
Et eksempel på et in-situ bevaringsarbejde er det at skabe beskyttelsesområder. Et eksempel på et ex-situ bevaringsarbejde er omvendt det at plante eksemplarer af udvalgte populationer i frøbanker. Den slags indsatser gør det muligt at bevare store populationer med et minimalt tab af genetisk variation.
Truslen mod den biologiske diversitet var ét af de centrale emner, der blev diskuteret på FN's topmøde for bæredygtig udvikling. Man håbede at få etableret en Global Conservation Trust (Global trust for bevarelse), som skal bidrage til at vedligeholde plantesamlinger.

## Juridisk status for biologisk diversitet
Biodiversiteten og dens udvikling skal vurderes og analyseres (gennem iagttagelser, optællinger, bevaringsindsatser…), og så må den medregnes i politiske beslutninger. På den måde kan den få juridisk anerkendelse.
- "Jura og økosystemer" er et politisk emne, som er meget gammelt, og som har konsekvenser for biodiversitet. Det står i forbindelse med privat og det offentlig ejendomsrettighed, og det kan omfatte beskyttelse af truede økosystemer, men også rettigheder og pligter, der er involveret (f.eks, fiskeret, sankeret eller jagtret).
- "Jura og arter" er et nyere, politisk emne. Det definerer de arter, som skal beskyttes, fordi de er truet af udslettelse. Der er dog dem, der tvivler på, at man bør benytte den slags love.
- "Jura og gener" er kun ca. 100 år gammelt som politisk emne. På den ene side er genetisk forædling ikke noget nyt (tæmning af dyr, udvælgelse af frugtsorter), men på den anden side har fremskridt inden for genmanipulation i løbet af de seneste 20 år gjort det nødvendigt at stramme lovreglerne. Med de nye teknikker for genudvælgelse og genmanipulation opstår der behov for patentering af genetisk materiale og en helt ny opfattelse af begrebet genpulje. Der foregår i disse år en meget hed debat om, hvorvidt det er genet, organismen, DNA eller processer, der er den arvelige ressource.

UNESCOs konvention fra 1972 slog fast, at biologiske ressourcer som f.eks. planter er menneskehedens fælles arv. Det inspirerede muligvis til oprettelse af offentlige genbanker, som befinder sig uden for oprindelseslandene.
Nye globale aftaler (Riokonventionen), giver nu suveræne, nationale rettigheder over biologiske ressourcer (dog ikke egentlig ejendomsret). Tanken om statisk bevarelse af biodiversitet er ved at forsvinde, og den bliver erstattet af idéer om dynamiske bevaringsmetoder ud fra ressource- og innovationssynsvinkler.
De nye regelsæt forpligter landene til at bevare biodiversiteten, udvikle ressourcer for bæredygtighed og fordeling af udbyttet, som kommer af at bruge dem. Disse nye regler forventes at tillade bioudnyttelse eller indsamling af naturprodukter i de lande, der er rige på bidiversitet, mod en andel i de goder, der kommer ud af det.
Suverænitetsprincipper baseres på, hvad der også kaldes Access and Benefit Sharing Agreements ("ABA" eller Aftaler om deling af adgang og udbytte). Riokonventionen forudsætter et forudgående, informeret samtykke mellem landet med naturværdierne og indsamleren. Derved skal det fastslås, hvilke ressourcer man vil udnytte, og hvad man agter at bruge dem til, og det skal fastlægge en aftale om retfærdig deling af udbyttet. Bioudnyttelse kan nemlig let blive en slags pirateri, hvis disse principper ikke bliver respekteret.

## Eksterne links og henvisninger
1. ↑  Beskyttede arter i Danmark Arkiveret 7. december 2022 hos  Wayback Machine mst.dk hentet 7. december 2022
2. ↑  Rødliste 2019 hentet 7. december 2022
3. ↑  Earth has entered into a sixth mass extinction event. Wired 2017
4. 1 2  UN Report: Nature’s Dangerous Decline ‘Unprecedented’; Species Extinction Rates ‘Accelerating’. FN 2019
5. ↑  Animals Are Running Out of Places to Live. New York Times 2022
6. ↑  Valsted, Christian (23. september 2023). "Helt vilde tal: Insekter har fået et nyt slaraffenland". Sjællandske Nyheder.
7. ↑  Den danske rødliste 2020. Institut for Bioscience
8. ↑  It’s official: scientists say we're entering Earth's sixth mass extinction. Science Alert
9. ↑  Y. Hautier, D. Tilman, F. Isbell, E. W. Seabloom, E. T. Borer og P. B. Reich: Anthropogenic environmental changes affect ecosystem stability via biodiversity i Science, 2015, 348, side 336. Her skriver forfatterne: "Disse resultater antyder, at ændringer i biodiversitet, udløst af påvirkninger fra miljøændringer, kan være en væsentlig faktor, som afgør, hvordan globale miljøændringer påvirker økosystemers stabilitet." (engelsk)

- Én million dyre- og plantearter er truet af udryddelse. En global biodiversitetskrise truer menneskehedens livsgrundlag, advarer FN. DR 2019
- Biodiversiteten er truet af kobber fra landbruget
- Arternes uddøen vil fortsætte. Videnskab.dk
- Biodiversitetkonventionen Arkiveret 15. december 2005 hos  Wayback Machine
- Opdagelser af biodiversitet
- Ny global aftale om mere og bedre natur Arkiveret 23. november 2010 hos  Wayback Machine indgået af 190 lande ved det globale topmøde i Japan i oktober 2010.
- Naturstyrelsen: Biodiversitet  Arkiveret 11. maj 2011 hos  Wayback Machine
- Biodiversitet – en folkesag (Webside ikke længere tilgængelig)(Miljøministeriet, Naturstyrelsen 2011 (Webside ikke længere tilgængelig); ISBN 978-87-7279-190-6)
- Biologisk mangfoldighed i Danmark – status og strategi (Naturstyrelsen 2003)
- Handlingsplan for biologisk mangfoldighed og naturbeskyttelse i Danmark 2004-2009 (Naturstyrelsen 2004)
- Mass Extinctions: What Humans Can Learn from the Past. Livescience.com